# Serre di Rapolano
Serre di Rapolano è una frazione del comune di Rapolano Terme, in provincia di Siena.
Il borgo di Serre è arroccato su una collina a ridosso di un varco che si apre tra la valle del Sentino e l'Ombrone.
Sin dall'antichità veniva estratto un travertino tra i più pregiati: oggi le cave sono in parte dismesse. Il paese di Serre è noto per la presenza dell'antica grancia, appartenuta all'ospedale Santa Maria della Scala. Oggi la grancia è in parte visitabile.

## Storia
Serre sorse attorno ad una fortezza bizantina costruita assai probabilmente durante la guerra gotica (535-553).
Il castello, insieme ad altre opere di ingegneria militare, controllava le vie di accesso al paese.
In seguito divenne un insediamento longobardo, e poi residenza di castellani imperiali.
Federico Barbarossa ne rafforzò le difese, e Federico II lo assegnò come feudo alla famiglia Cacciaconti, che ne presero possesso dal 1234. Nel 1291 il possedimento fu diviso: Fazio e Cacciaconte rimasero proprietari delle Serre, ma la Repubblica di Siena già accampava richieste sui possedimenti.

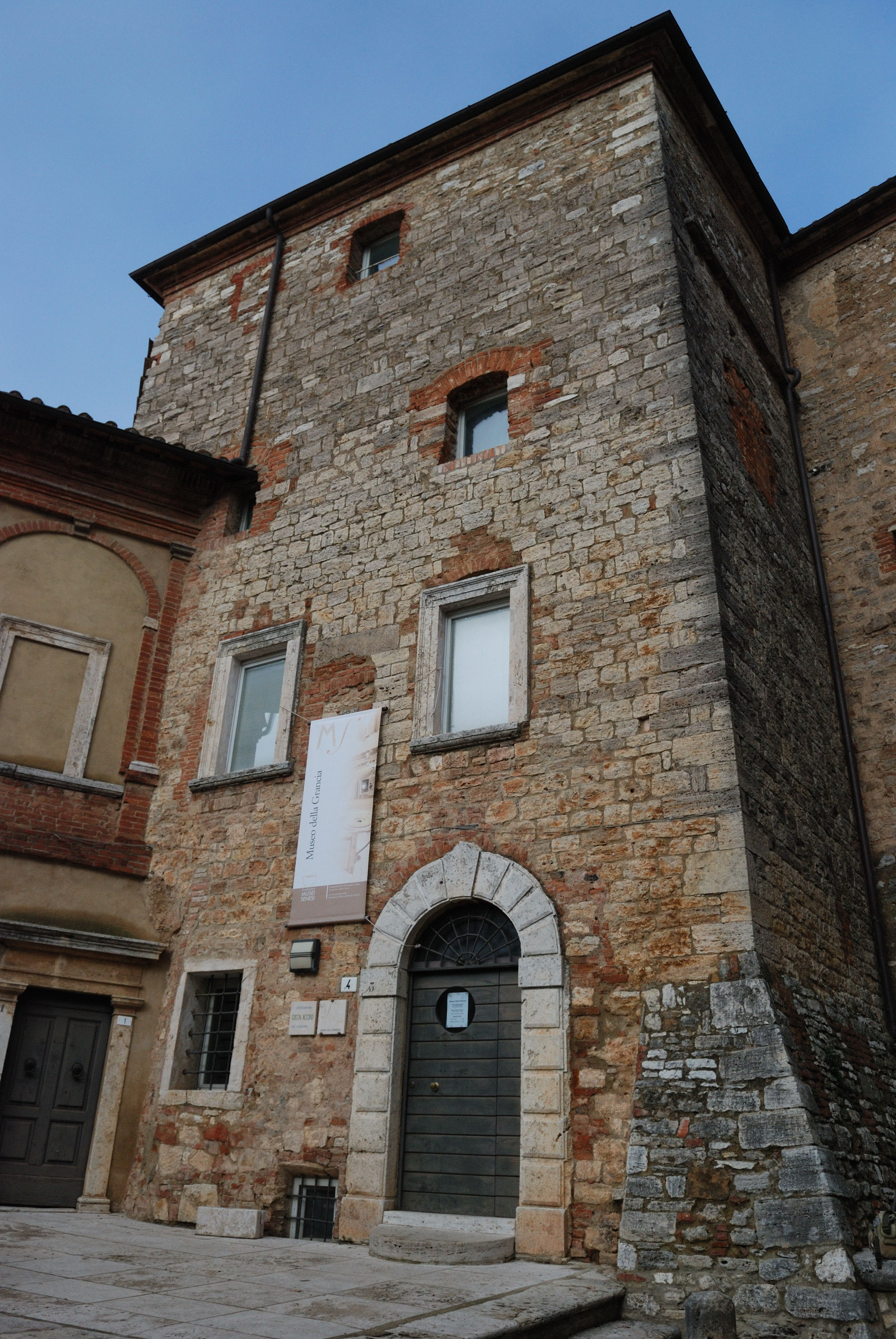
Facciata meridionale della grancia.

Dopo la battaglia di Benevento (1266), con il crollo della potenza sveva e la successiva sconfitta del partito ghibellino, i Cacciaconti riuscirono a sostenersi alle Serre fino al 1269, dopo stettero sulla difensiva ma nel 1271-1272 furono cacciati dal castello, che cadde sotto il dominio di Siena. Nel 1276 il vescovo di Cremona Cacciaconte Cacciaconti, riebbe per i suoi nipoti il possesso del castello, che però di lì a pochi anni tornò ai senesi, ma sul Palazzo imperiale esercitò il suo possesso l'ospedale di Santa Maria della Scala, forse in seguito ad un compromesso fra Siena e gli stessi Cacciaconti.
L'ospedale di Santa Maria della Scala aveva delle proprietà sia all'interno che all'esterno della cinta muraria. L'ospedale acquisì le rimanenti proprietà dei Cacciaconti nel 1295, quando Ghino di Tacco cercò di impadronirsi del castello. Giovanni dei Cacciaconti, ultimo erede della famiglia, vendette il Cassero di Serraia e altri possedimenti al mercante senese Giovanni de' Rossi nel 1373.
De' Rossi intendeva vivervi con la moglie Ciambragina ed installarvi un laboratorio. La famiglia del mercante fu in seguito coinvolta in una congiura contro Siena e cacciata dalla città nei primi anni del XV secolo. Il comune intanto era passato sotto la sovranità senese.
All'inizio del XIV secolo il comune era diviso in tre terzieri: il Terziere del Santo, con al centro la chiesa di San Lorenzo dedicata un tempo a san Michele Arcangelo, il Terziere di Mezzo e il Terziere del Poggio, che includeva la zona della grancia con il Mastio del Poggio.
Nella metà del XVI secolo il paese fu colpito dalla Guerra di Siena: il conte di Santa Fiora, alleato dei fiorentini, distrusse la torre del Poggio, il possente mastio della cinta muraria. Il paese rimase comunità autonoma fino al 1776.

## Luoghi notevoli

### Porta Serraia
L'antica porta che conduce nella valle di Serraia, verso est, è detta porta Serraia. Si trova alla congiunzione tra il muro castellano e l'antico cassero; per questo era detta anche porta del Cassero. È nota anche come porta Martini o Gori, per via della vicinanza con l'ottocentesco palazzo Gori Martini, per la cui costruzione si dovettero eseguire dei lavori di modifica sulla porta. È sormontata da una loggia neogotica, che funge da passaggio per il transito tra il palazzo e il giardino; in passato, era parte del percorso delle sentinelle del castello.

### Piazza XX Settembre e la fortezza
Su una delle piazze principali del paese si affaccia la fortezza bizantina, che costituisce il nucleo più antico dell'insediamento. La base della rocca sorge su uno sperone di roccia naturale, lavorato artificialmente dagli ingegneri bizantini fino a diventare un'ellisse 40 per 60 metri di base.
La roccia fu rivestita con un muro con base a scarpa, in massi di travertino squadrati e disposti a filaretto. Sotto la rocca si snodava la via dei Poveri, l'unica strada esistente che collegasse direttamente Siena ed Arezzo: la posizione strategica della fortezza, che poteva sbarrare il collegamento tra le due città, la rese molto ambita.
L'ellisse della fortezza ha un andamento a spirale in modo da consentire l'accesso ai carri. La parte interna della spirale è ancora oggi visibile.
All'epoca della sua costruzione, la rocca era accessibile tramite una sola porta carrabile, posta a metà della rampa di accesso nella località che da questa prese il nome di Il Cancello. La porta sorge nel punto in cui l'ellisse di roccia tocca il muro castellano.
Appoggiato al rivestimento, in cima alla rocca, sorge il Cassero, un edificio abitabile che fu dimora dei castellani imperiali ed in seguito dei Cacciaconti. L'arredamento medievale e parte della struttura originaria scomparvero in seguito alla trasformazione dell'edificio in un terrapieno adibito a giardino.

### Palazzo Gori Martini

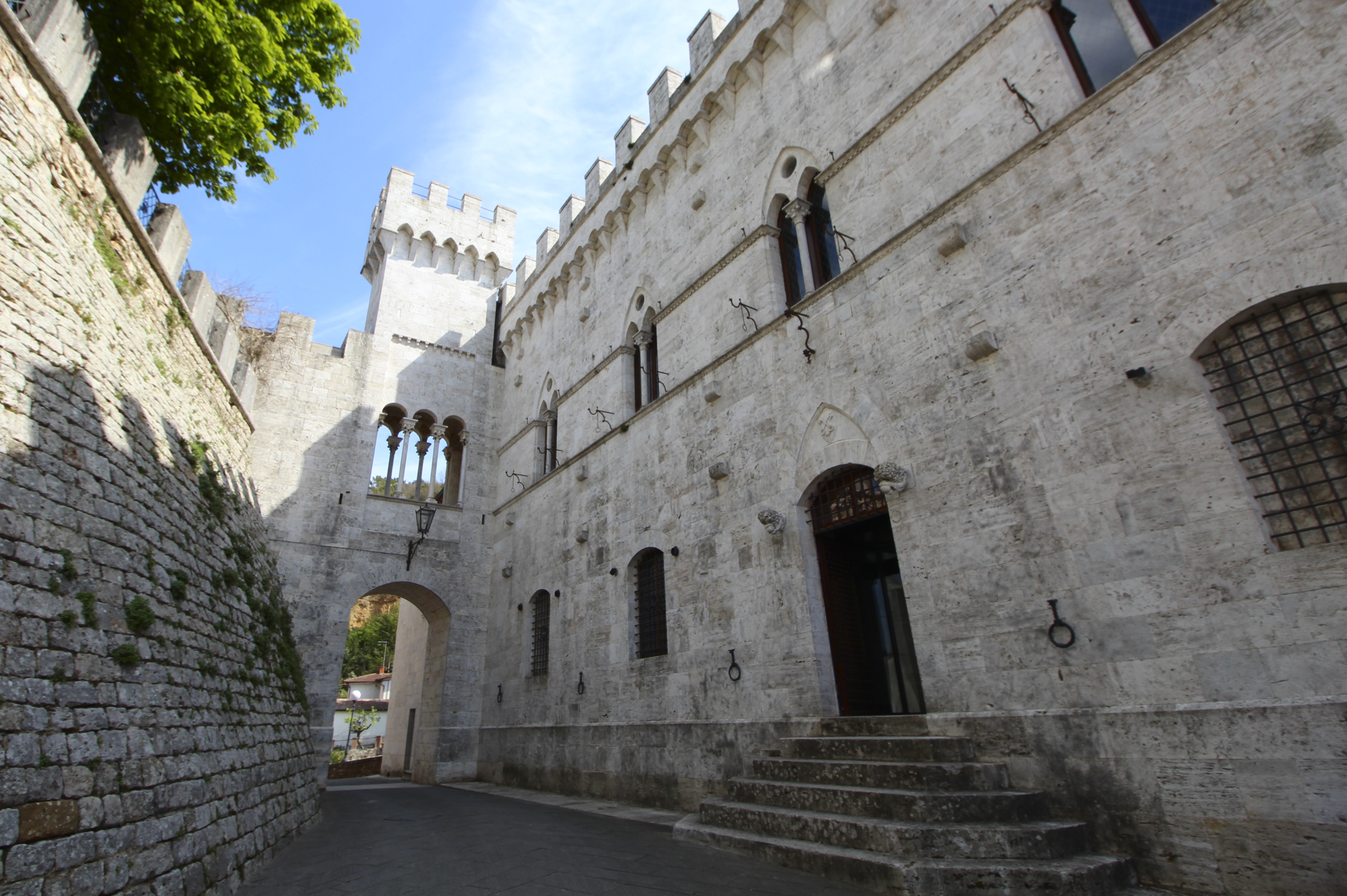
Palazzo Gori Martini e porta Serraia.

Il palazzo Gori Martini è un palazzo ottocentesco costruito dalla ricca famiglia Martini. I Martini, di origine senese, acquisirono il Cassero nel 1500. Con l'estinzione della linea maschile dei Martini l'ultima erede, Giuditta, andò in sposa ad un esponente della famiglia Gori. La famiglia prese nome di "Gori Martini", ed ebbe grande rilevanza nella vita sociale del paese, esprimendo anche un senatore.
Nella seconda metà del XVIII secolo i possedimenti dei Gori Martini in Serre si ampliarono sensibilmente, e con essi la ricchezza della famiglia. Venustiano Gori Martini, nella seconda metà dell'Ottocento, fece costruire un palazzo sui possedimenti dove si ergevano le case e la fattoria della famiglia, presso porta Serraia. La progettazione del palazzo, in travertino ed in stile neogotico, fu affidata al famoso architetto Augusto Corbi.
La facciata del palazzo porta due ordini di finestre, monofore al piano terreno e bifore al piano superiore. Il portone centrale è affiancato da due busti di leoni e da una scalinata esterna. Il tetto riporta merlature di tipo guelfo.

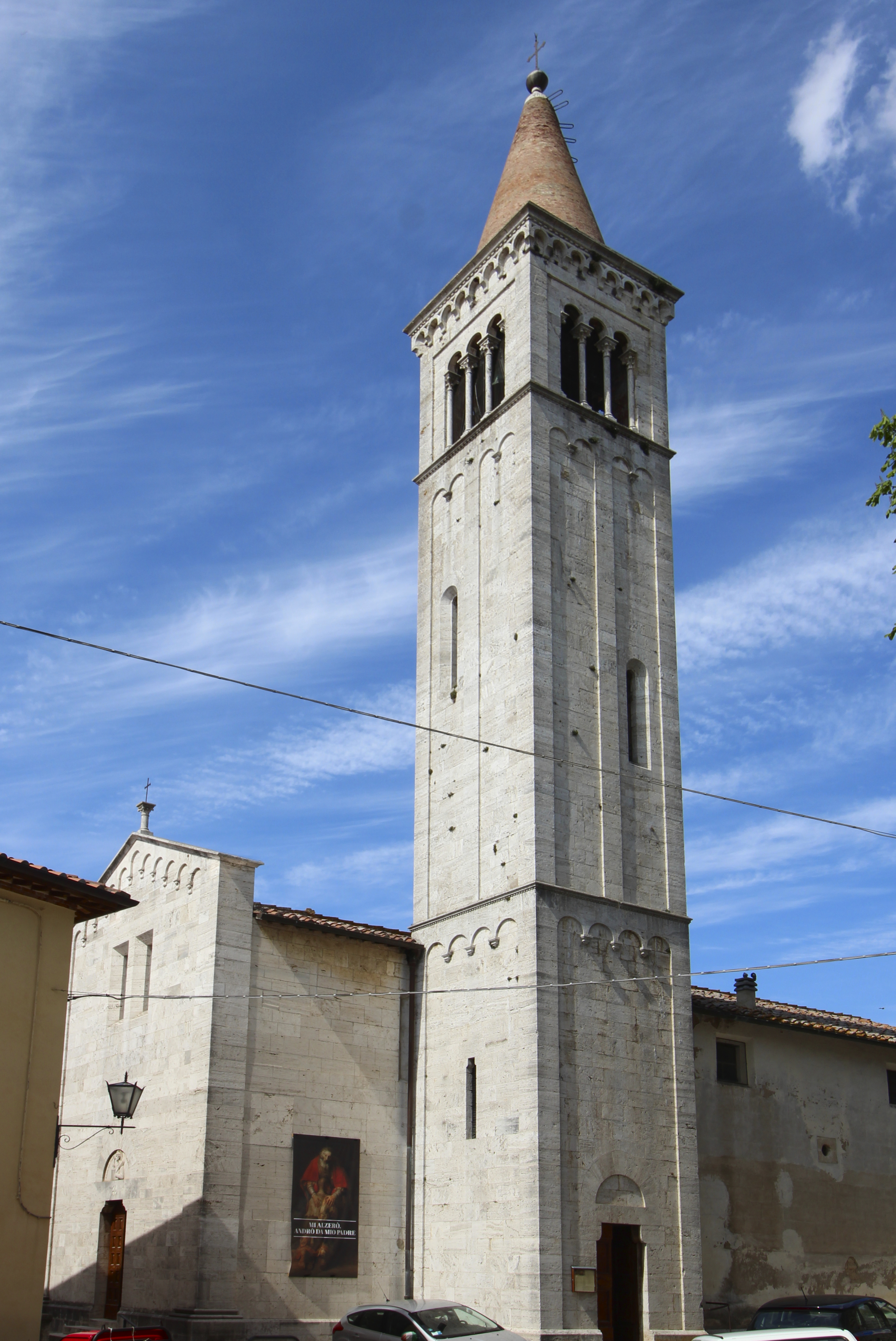
Esterno della pieve dei Santi Lorenzo e Andrea.

### Pieve dei Santi Lorenzo e Andrea
Originariamente sorta come chiesa privata, fu edificata accanto al Cassero dai Longobardi dopo la vittoria militare sui Bizantini. Nel Cassero i longobardi insediarono una loro arimannia, una specie di corpo militare di guardia ad un punto strategico e sotto il diretto controllo del re.
La chiesa fu intitolata dai longobardi a san Michele Arcangelo, detto "sant'Angelo". Col passare del tempo le popolazioni latine cattoliche, inizialmente insediatesi solo all'esterno del paese nell'area nord ovest, cominciarono ad essere accolte anche all'interno della zona fortificata. Queste popolazioni vivevano nella zona intorno ad un luogo di culto chiamato chiesa di San Lorenzo, e con l'inurbamento di questi gruppi il nome venne mantenuto per indicare anche la chiesa interna. A partire da XIII e XIV secolo la chiesa assume ufficialmente il nome di San Lorenzo.
Nel 1849 le fu affiancata la dedicazione a sant'Andrea, ripresa dall'antico oratorio che si trovava nell'omonima piazza. L'oratorio dovette essere demolito, e il nome fu trasferito alla chiesa.
L'aspetto architettonico è prevalentemente romanico, ma la struttura ha subito diversi interventi alla fine del XIX secolo. Nel 1890 venne concluso il campanile in travertino, mentre in epoca fascista (1928–1929) venne rifatta la facciata esterna in stile neo-romanico, che sopravvive a tutt'oggi. Sopra la parte absidale della chiesa è ancora oggi visibile, guardando da porta di Serraia, l'antico campanile a vela.
Sull'architrave della porta di entrata è scolpita la scritta A. D. MCMXXVII; nella lunetta un bassorilievo raffigura san Lorenzo.

Interno della pieve.

Nella chiesa sono conservati alcuni affreschi risalenti al XIV-XV secolo, raffiguranti sant'Antonio abate e san Giovanni Evangelista, i profeti e Cristo benedicente
Vi sono inoltre una Crocifissione, affrescata dall'artista senese del XIV secolo Luca di Tommè, e alcune scene di madonne e martìri risalenti al 1581 attribuite al pittore d'Armaiolo Tiberio Billò.
In una piccola nicchia a destra degli affreschi è posta la statua di legno di sant'Antonio abate, di scuola senese e risalente al XV secolo.
Una delle cappelle fu costruita dai Cacciaconti a metà del XIV secolo, con ingresso ad arco a sesto acuto e una volta a costoloni. Su di essa rimangono tracce di un antico affresco rappresentante il cielo stellato. L'opera più importante è il sarcofago di Cacciaconte dei Cacciaconti, morto, come dice la scritta, il 22 gennaio 1336, ritratto sul coperchio e sovrastato da angeli reggicortina.
Il coperchio del sarcofago raffigurante una statua di Cacciaconte Cacciaconti nel 1583 fu spostato dalla cappella e murato all'esterno della chiesa, presso il cimitero, su ordine di monsignor Angiolo Peruzzi. Cacciaconte era venerato dal popolo come se fosse un santo. La statua rimase all'esterno fino al 1700, me in seguito (forse in occasione della costruzione del nuovo campanile), la statua fu ricollocata nella cappella.
Del mausoleo faceva parte anche un piccolo marmo rappresentante il Cristo benedicente con due serafini, posto oggi in mezzo all'altare, sulla parete di fondo. Dopo la rimozione della statua di Cacciaconte, la statua del Cristo venne venerata dal popolo, e sorse la tradizione di baciargli il volto e soprattutto la mano destra benedicente.
A. Bagnoli propone come autori del sepolcro Agostino di Giovanni e i suoi figli Domenico e Giovanni (quest'ultimo autore del Cristo benedicente).
Nella cappella si trova una tavola raffigurante santa Caterina da Siena dipinta da Giovanni di Lorenzo, databile verso il 1520 e proveniente dalla cappella di Santa Caterina del cimitero di Modanella. Sulla parete di sinistra vi è un crocifisso ligneo di fine XIV secolo proveniente dall'antica chiesa di Sant'Andrea. A destra, due piccole tele seicentesche rappresentano il martirio di san Lorenzo e di san Sebastiano.
La cappella è chiusa da una cancellata in ferro battuto, eseguita nel 1347 da Lotino di Toro, così come si legge nella scritta incisa nel ferro dallo stesso autore.
La cappella centrale è illuminata da una vetrata policroma rappresentante la Vergine, opera del 1954 di Fiorenzo Joni da Siena. Sulla destra si notano due piccole mensole romaniche antropomorfe e, a sinistra un'acquasantiera rinascimentale.
L'adiacente sagrestia fu fatta costruire, come si legge nella scritta dell'architrave, nel 1730, a cura del pievano Cardini.
Agli angoli estremi della cappella centrale si notano due neri angeli lignei reggicandelabro, cinquecenteschi, scolpiti alla maniera del Beccafumi.
Da parte opposta, rispetto alla cappella di Cacciaconte Cacciaconti e a quella ospitante il fonte battesimale, si aprono due cappelle riccamente decorate con stucchi barocchi. Quella più vicina all'altare maggiore è dedicata alla Madonna del Rosario. Una tela raffigura la Madonna col Bambino insieme a San Domenico e Santa Caterina da Siena. Dipinta alla maniera di Alessandro Casolani e V. Rustici, pittori senesi di fine XVI secolo, è circondata dai misteri del Rosario (uno mancante), opera probabile dello stesso Casolani.
Ai lati si trovano altre due tele preziose: a sinistra la Natività di Gesù, forse di Astolfo Petrazzi (XVIII secolo) e, a destra, la Natività della Madonna, forse di Rutilio Manetti (XVIII secolo, scuola fiorentina).
Nell'altra cappella, dedicata a sant'Antonio da Padova, ci sono ai lati due tele: una con sant'Antonio da Padova che risana un infermo, l'altra con sant'Antonio in adorazione. Entrambe sono di Antonio Laghi e risalgono al 1734. In due nicchie, ai lati d'ingresso della cappella, ci sono due busti lignei policromi di scuola senese del XV secolo, raffiguranti san Cristoforo e san Lorenzo. La statua sull'altare rappresenta San Lorenzo ed è moderna.
Alle spalle dell'altare maggiore si trova l'organo a canne Pinchi opus 123, costruito nel 1962.

### Via del Cassero
La via del Cassero, o via del Borgo Maestro, si snoda dalla chiesa e passa davanti alla fortezza, dirigendosi verso porta di Serraia e a porta di San Lorenzo. La via taglia in due l'abitato e le sue due parrocchie.
Sulla strada si affaccia il palazzo D'Elci–Bizzarri, originariamente di proprietà dalla famiglia comitale nobile D'Elci-Pannocchieschi e risalente alla metà del XIII secolo. L'edificio è formato da due corpi contigui, uno in pietra di chiara impostazione gotica ed un altro in laterizio con grande arco sovrastato da una graziosa loggetta, di epoca precedente.
Oltre il palazzo un vicolo si affaccia sulla strada. Il vicolo, oggi senza nome, portava alla fattoria Gori Martini, e nel Settecento era denominato vicolo delle Setaie per via dei laboratori di lavorazione delle sete di proprietà della grangia. In seguito, venne denominato Borghino del Teatro, perché in fondo c'era l'ingresso al teatrino privato dei Gori, che veniva concesso in uso alla filarmonica locale.

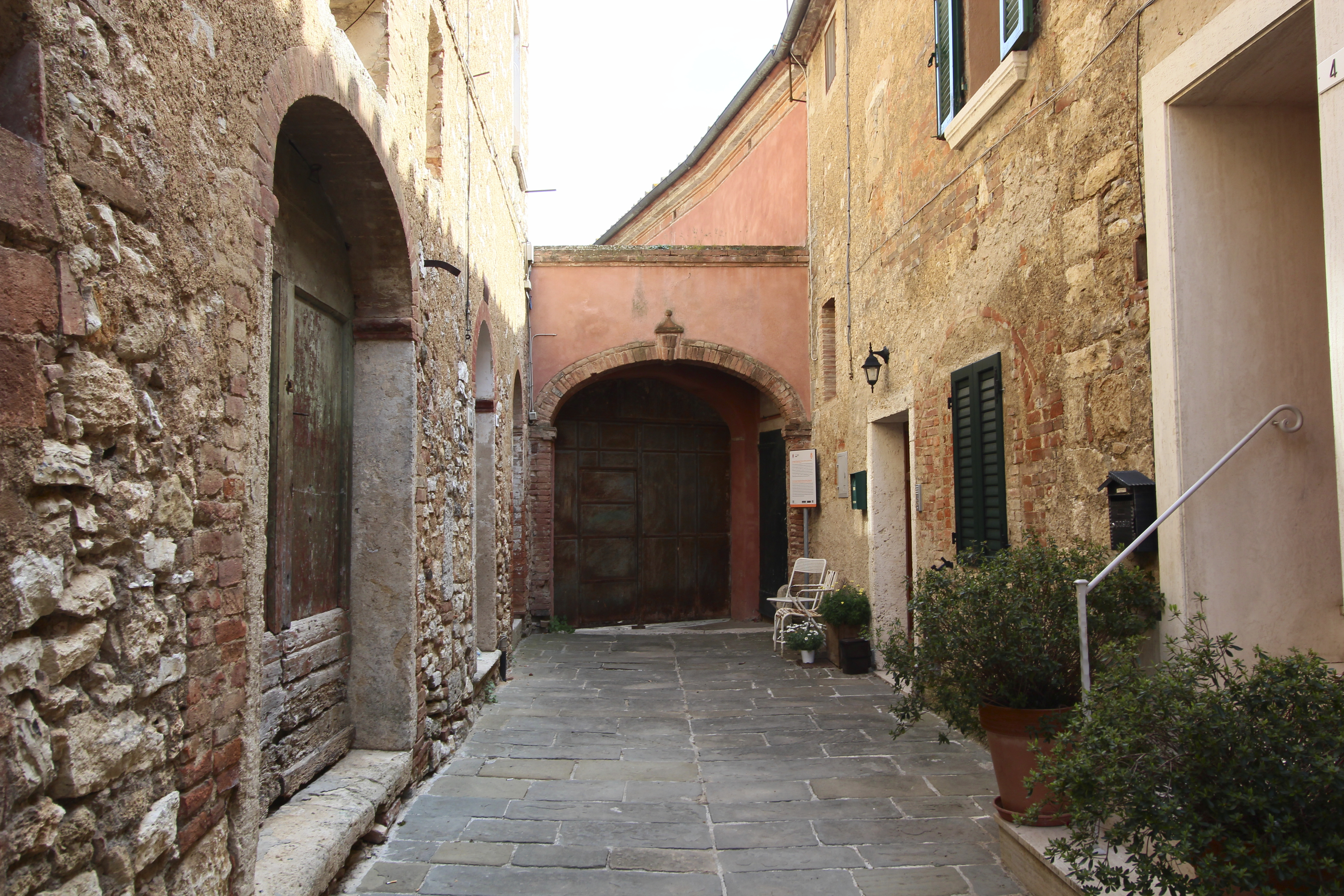
Ingresso del teatrino, sull'omonimo vicolo.

### Teatrino
Il teatrino, detto così proprio per le sue contenute dimensioni, fu ricavato da un edificio situato a ridosso della cinta muraria del paese, in locali adibiti un tempo a granaio, sopra un'oliviera. A volerne la costruzione fu il cavaliere Federigo Gori Martini che, con tutta probabilità, lo fece edificare nello stanzone, un tempo granaio, dove ormai da anni si svolgevano rappresentazioni, concerti e feste danzanti.
Il teatrino ha pianta semiellittica. Il loggiato ad un solo ordine ospita i palchetti, che si ispiravano alle ricche architetture dei teatri sei-settecenteschi. I palchetti erano sorretti da una sola fila di colonne delimitanti la platea dal corridoio circolare, e quello centrale, di fronte al palcoscenico, era riservato alla famiglia Gori Martini. Vi si chiamavano a recitare compagnie di prosa, vi si organizzavano spettacoli vari, veglioni mascherati, feste da ballo.
Nel secondo dopoguerra il teatrino fu utilizzato anche per i primi spettacoli cinematografici ma a quei tempi la Compagnia Filodrammatica e ancor più la Filarmonica mostravano segni di disfacimento.
Quando nel 1960 fu inaugurato il teatro delle Serre intitolato a Giuseppe Verdi, il piccolo teatro fu chiuso, dopo 100 anni dall'inaugurazione.
L'edificio andò incontro ad un progressivo degrado. Adibito a deposito di olive ed altre masserizie per la sottostante oliviera, andò progressivamente in abbandono. L'edificio è stato oggi riscattato dall'amministrazione comunale, che lo ha restaurato e riarredato.

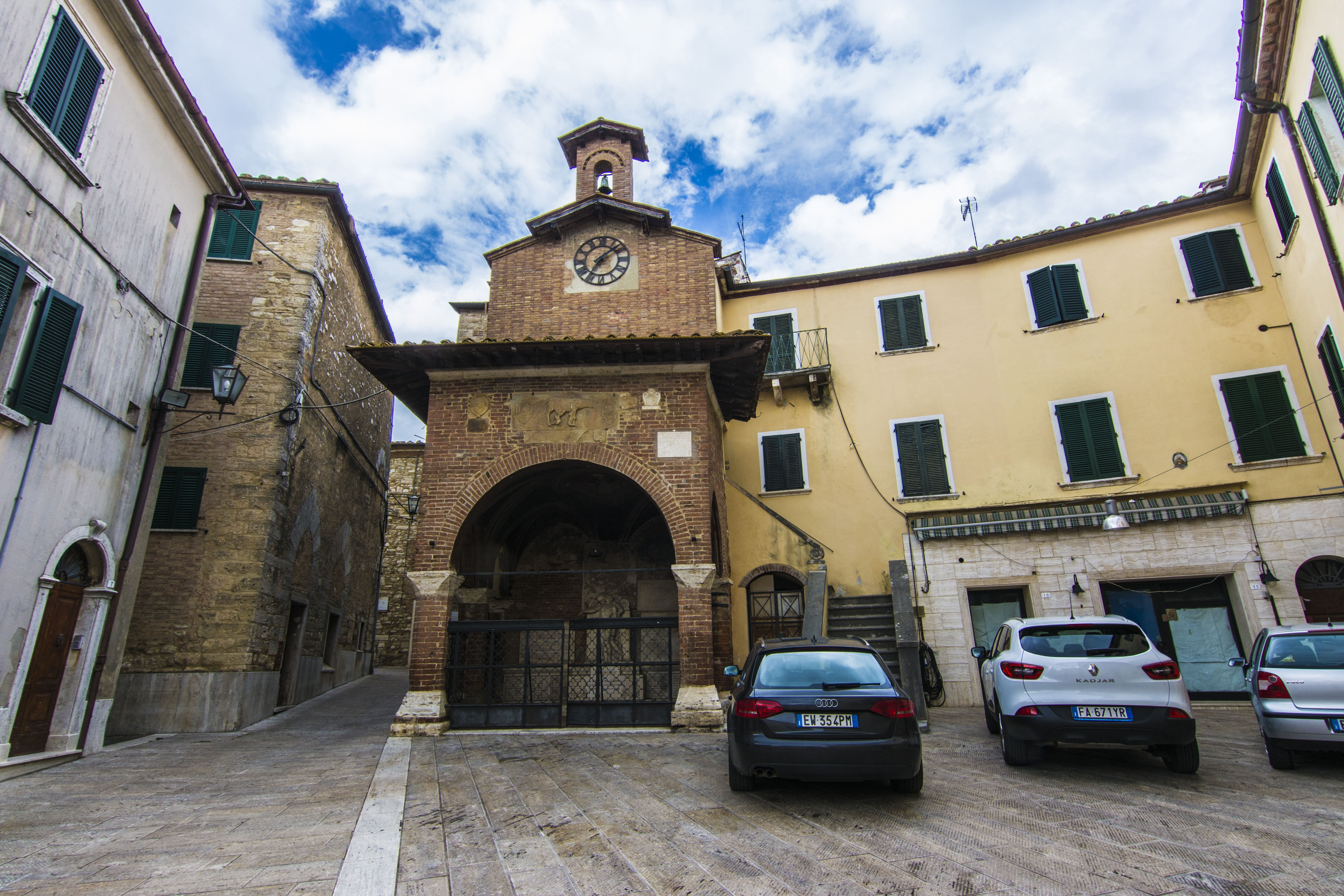
La piazza.

### La piazza
L'attuale piazza Medaglia d'oro Biagini, era nell'antichità nota semplicemente come "la piazza", e divenne in seguito la Piazza dell'Orologio. Qui si trovano la cappella di Piazza e l'antico Palazzo Comunale.
La cappella di Piazza è forse il più suggestivo fra gli edifici antichi del castello. È una piccola loggia al lato sud del Palazzo Comunale e ricorda, nella sua posizione, la cappella di Piazza del Campo a Siena. È sostenuta da tre pilastri per lato, due dei quali addossati al Palazzo. Il lato frontale che guarda la piazza è caratterizzato da un arco a tutto sesto che si appoggia su due pilastri d'angolo mentre le arcate laterali sono a sesto acuto. La costruzione è in laterizio ma i basamenti e i pilastri sono in travertino bianco, che crea un pittoresco contrasto con il rosso dei mattoni.
Sui lati della facciata ci sono due stemmi gentilizi: a sinistra lo stemma Capacci con testa di cinghiale e la scritta Curzio di M. Ascanio Capacci Podestà l'anno 1602, e a destra lo stemma Ascarelli a forma di scacchiera con la scritta Alfonso Ascarelli XXV. Un bassorilievo rappresenta, al centro, sopra il grande arco, la lupa senese con i due gemelli, scultura realizzata in pietra arenaria, che riporta le diciture Non bene pro toto venditur libertas auro e Tempore Domini Christophori Nicholai Burgensi facta fuit AD MCCCCCXXVII. Nella parte più alta si osservano l'orologio e un campaniletto a vela.

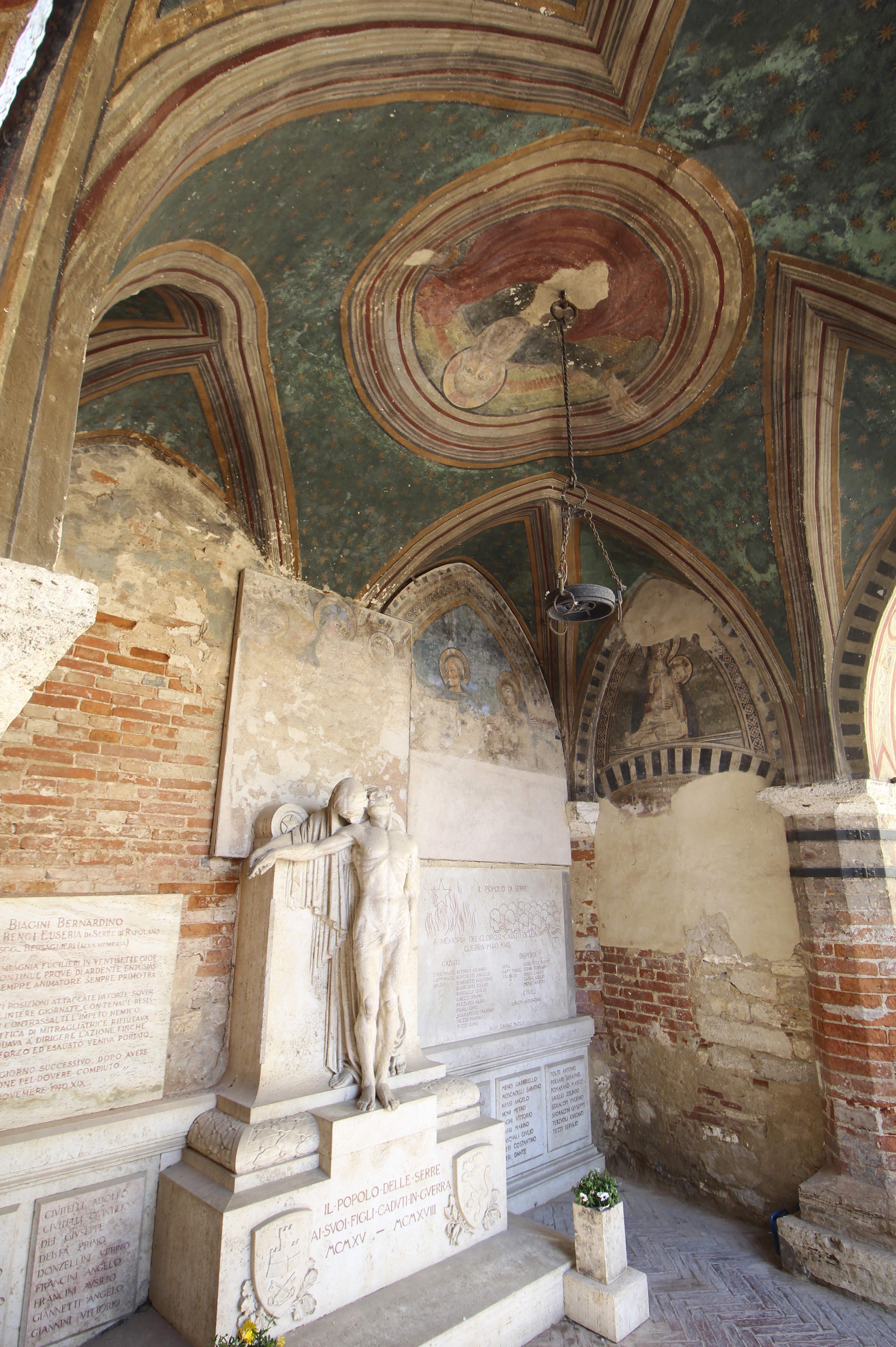
Interno della cappella di Piazza.

La decorazione all'interno è affidata ad affreschi con motivi tipici del tardo gotico senese. Nella volta è dipinto il cielo di stelle, in mezzo al quale si apre un cerchio in cui è rappresentato il Padre Eterno benedicente. Sulla parete di fondo sono dipinti, al centro, la vergine con il Bambino e due angeli, a sinistra i santi Fabiano e Sebastiano, e alla destra Bernardino e Macario, i quattro santi avvocati della comunità. Queste sacre immagini erano oggetto di particolare venerazione. La cappella era dedicata alla Vergine e affidata alle cure della Fraternita di Santa Elisabetta.
L'edificio rimase aperto fino alla seconda metà del XVIII secolo, quando la cappella fu murata. In seguito alla soppressione della Fraternita si smise di celebrarvi le messe e i locali furono affittati come botteghe artigiane. La chiusura tuttavia permise la conservazione degli affreschi.
Dopo la prima guerra mondiale, quando si dovette affrontare il problema di costruire un decoroso monumento ai Caduti, fu avanzata la proposta di riaprire la cappella di Piazza, liberandola anche del piano superiore che vi era stata costruito dopo la chiusura. Terminati i lavori nel 1924, riapparve la piccola cappella con la sua volta con il cielo notturno e le figure quattrocentesche.
La cappella si appoggia al palazzo dell'antico Comune delle Serre. Si tratta di una costruzione della seconda metà del XIV secolo, a due piani, che, dopo la soppressione del Comune delle Serre avvenuta nel 1777, fu smembrata e venduta a diversi privati cittadini.
Al piano terra c'erano i magazzini, le cantine, le stalle, e persino una cappella chiamata cappella di Santa Elisabetta. Quando sul finire del XVI secolo la Compagnia di Santa Elisabetta si fuse con quella di San Rocco per dar vita a quella nuova di Santa Caterina, la cappella fu sconsacrata e affittata al Comune. Questa cappella aveva l'ingresso sulla piazza e probabilmente occupava il locale dove oggi c'è il Bar Centrale.
Gli ingressi per l'accesso ai piani superiori erano due: uno sulla Piazza a destra della cappella di Santa Elisabetta, riservato al podestà e alla sua famiglia; l'altro più antico e riservato agli ufficiali e ai consiglieri del Comune, posto sulla via che separa il Comune dalla torre gotica che si erge di fronte al lato ovest della cappella di Piazza. Oggi quest'ingresso è stato trasformato in una massiccia porta riquadrata in travertino con arco a tutto sesto.
Al primo piano si trovavano le sale del tribunale, dei priori e del Minor Consiglio, oltre ad una stanza per la cancelleria e l'archivio. Una porta consentiva al podestà di accedere comodamente all'appartamento privato. Al secondo piano c'era la sala superiore dove si riuniva il Consiglio generale nelle occasioni importanti e solenni. La sala si apriva su un ampio loggiato esposto al tramonto del sole, sormontato da una massiccia torre con il lato ovest aperto a formare la loggia mediante un grande arco a tutto sesto a cui era appesa la campana del Comune che con i suoi rintocchi annunziava i Consigli.
L'ultima di queste campane scandisce ancora oggi le ore con il suo suono fesso dalla torretta dell'Orologio di Piazza. È una campana di foggia semplice ma elegante, presumibilmente dei primi anni del Cinquecento. Riporta un'iscrizione dove si legge Magio di Giovanni dalla Istrada me fecit.

### Porta di Sant'Andrea
La piazza è chiusa in parte da un muretto in pietra sotto il quale scende una ripida via che conduce verso la porta di Sant'Andrea.
È così chiamata perché da essa si usciva per andare alla chiesetta di Sant'Andrea Extra Moenia ("fuori le mura"). Nel corso dei tempi fu chiamata anche porta di Borgo o porta Sclavi, dal nome di una famiglia di vasai che lì accanto avevano la casa e la bottega.
Essa è costituita da un arco a tutto sesto in bozze di travertino ben lavorate, poggiate su due semplici spallette. L'unica decorazione è costituita da una fila di mattoni inserita in alto fra due filaretti di pietra. Intatto e praticabile è ancora il cammino di ronda. L'apertura interna è sormontata da un arco ribassato, agli attacchi del quale sporgono due pietre stondate e forate, che servivano per la protezione dei cardini. Si notano ai lati i fori per inserire le spranghe. La porta è originaria e pressoché intatta.
Davanti alla porta di Sant'Andrea, in fondo ad una breve ma ripida discesa, è ancora in piedi l'antiporto di Sant'Andrea, costituito da tre corpi di epoca diversa. La poderosa spalla di travertino addossata al muro, visibile all'interno, è molto antica. Invece l'arco in laterizio è più tardo e fu ricostruito nella seconda metà del Trecento o agli inizi del Quattrocento. Sopra l'arco, all'interno, è visibile lo spazio del cammino di ronda. La parte alta merlata è molto più recente, forse della fine del XVI secolo. L'antiporto è collegato alla Porta di Sant'Andrea da due muraglie: una è costituita dal secondo antimuro di sud-est, l'altra è un raccordo col "rivellino" del lato ovest (il rivellino è un antimuro con terrapieno costruito come difesa esterna al muro castellano).
Da Porta Sclavi, risalendo verso il centro storico subito sulla sinistra si trova via Val di Piazza.

### Via Val di Piazza
Il nome Val di Piazza fu dato solo nel XX secolo: il nome in origine era Valle Piatta, nome che perfettamente si adatta alla conformazione di tale stretta via. Le tante case che sorgono sul lato occidentale del vicolo sono tutte costruite sull'originario muro castellano, che già nel XIV secolo non era più visibile tanto che la difesa restò affidata solo al fosso e all'antimuro del rivellino.
La via conduce alla Piazza di Sant'Andrea. Il nome è dovuto all'omonima chiesa anticamente presente in questo slargo, abbattuta alla fine del XIV secolo perché pericolante. Nel Basso Medioevo il popolo delle Serre aveva voluto erigere, all'interno della cerchia muraria, una chiesa intitolata allo stesso santo al quale era stata dedicata la chiesetta romanica di Sant'Andrea, costruita, intorno all'anno 1000 alle falde del Poggio del Monte, detto allora Poggio di Sant'Andrea. Abbattuta la chiesa si realizzò una piazza molto più ampia di quella vecchia, costituita solo dal piccolo sagrato: al centro fu edificata nel 1909 una fonte d'acqua potabile. La fontana, in travertino, con quattro colonne ai lati, è sormontata da un leone che regge uno scudo con lo stemma delle Serre.

### La Scalinata di Santa Caterina e la Piazzetta della Misericordia
La scalinata è un passaggio che porta ad una piazzetta in leggera ascesa, lastricata in pietra serena; in seguito vi sono altri cinque gradini che portano al sagrato di travertino, in più lieve pendenza. Sullo sfondo sorge la chiesa, costruita nei primi anni del XVII secolo, con un semplice portale ottocentesco in pietra arenaria, due finestre alte e un campanile a vela con due piccole campane, di forma rinascimentale.
La costruzione della chiesa fu patrocinata nel 1598 dal rettore dell'ospedale di Santa Maria della Scala Agostino Chigi: l'edificio fu appoggiato alla facciata di una cappella preesistente dedicata a Santa Elisabetta, fatta edificare ai tempi del rettore Lucarini Saracini. Tale cappella diventava così la sacrestia della chiesa di Santa Caterina. Nel 1882 la Compagnia di Santa Caterina fu trasformata in opera pia di misericordia e da allora la chiesa prese anche il nome di chiesa della Misericordia. La dedicazione alla santa senese è dovuta alla reliquia del dito della santa, conservata in una teca d'argento di epoca settecentesca e particolarmente cara alla popolazione serrigiana.
La data di arrivo della reliquia è ignota, e l'autenticità è disputata. Su di essa si raccontano due leggende.
La prima leggenda popolare narra che la Santa durante i suoi viaggi abbia sostato a pregare alla Serre e che, dopo la sua morte, dal cielo sia caduto il suo dito, che fu conservato con grande venerazione. La chiesa fu costruita dove la santa aveva sostato in preghiera, poi fu sistemata la cosiddetta costa di Santa Caterina, al centro dell'ultimo gradino, nel punto in cui era caduto il dito, fu incisa una croce.
L'altra leggenda è molto più interessante: quando i fiorentini invasero lo stato di Siena, una volta giunti alle Serre si fermarono davanti alle imponenti fortificazioni; allora chiesero ai Rapolanesi da dove potevano entrare ed essi indicarono il cunicolo che portava alla Porticina di Pulceto, situata proprio sulle mura paesane. I nemici nottetempo penetrarono nel castello, e i Serrigiani, vistosi persi, mandarono a chiedere aiuto agli abitanti della campagna, che si radunarono sotto la guida di Bravaccio della Selva. Ci fu uno scontro sanguinoso che indusse i Fiorentini a venire ad un accordo. Bravaccio finse di volere la pace e per solennizzare l'evento propose una merenda che fu fatta su un colle vicino a Siena. Fiorentini e Serrigiani si misero a tavola alternati. Il pasto era costituito da tordi, e quando il cibo fu portato a tavola, Bravaccio gridò: A ciascuno il suo, ne tocca uno per uno!. Mentre ogni fiorentino prendeva il suo tordo, veniva pugnalato dal serrigiano che gli stava accanto. I senesi chiesero allora alle Serre cosa volessero per ricompensa, e Bravaccio, feroce ma pio, avrebbe chiesto in compenso il dito di Santa Caterina.

### Chiesa di Santa Caterina

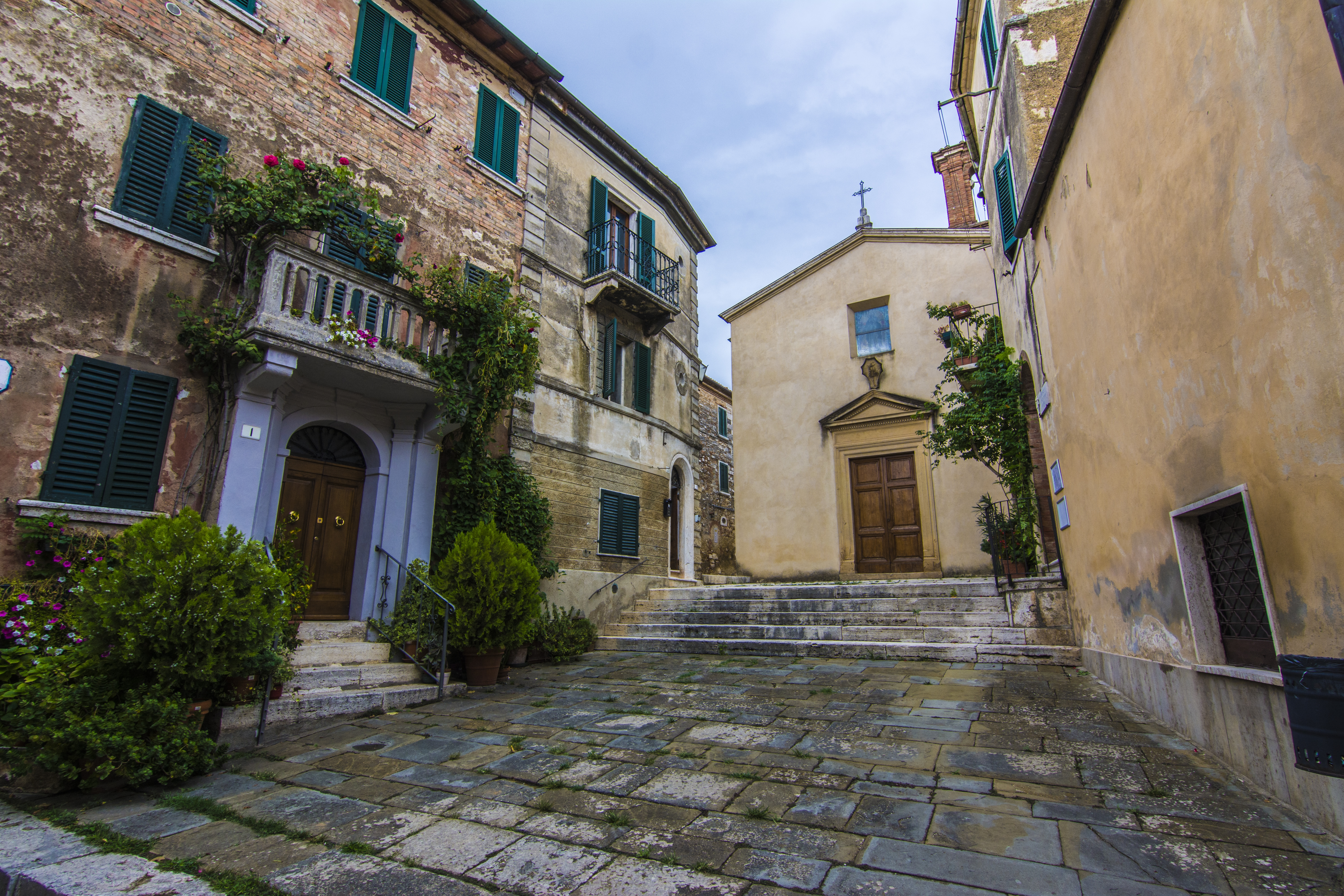
Scalinata e chiesa di Santa Caterina.

La chiesa ha un'unica navata, con cantoria sopra l'ingresso, sorretta da due colonne; il presbiterio, al quale si accede mediante due gradini sormontati da una bassa balaustrata, si estende per tutta la larghezza. Al centro del presbiterio l'unico altare aderisce alla parete di fondo. Esso è inquadrato da decorazioni a stucco, con due colonne laterali rivestite di stucco dipinto a imitazione del marmo. Le colonne sostengono un timpano spezzato, che racchiude al centro una cornice con una figura che, a giudicare dalla caratteristica veste diaconale, rappresenta San Lorenzo. Sopra l'altare si trova una grande tela dei primi anni del XVII secolo, forse di Sebastiano Folli, che rappresenta Santa Caterina davanti al crocifisso nel momento di ricevere le stigmate. La santa è sostenuta da due suore o ancelle mentre nel fondo si vede un'altra figura femminile che rappresenta probabilmente Sant'Elisabetta.
A destra, sotto il crocifisso, è rappresentato San Rocco, con bastone da pellegrino e il consueto cagnolino. Nella chiesa infatti erano state accolte le compagnie laicali di San Rocco e di Santa Elisabetta, di cui ogni anno si celebravano le feste. Ai lati dell'altare, sempre sulla parete di fondo, due riquadri rettangolari con lunetta, che contengono due dipinti e due piccoli sportelli figurati che chiudevano due reliquiari. Sullo sportello di sinistra è rappresentato un guerriero in corazza, che raffigura San Maurizio, che fu in effetti un condottiero e del quale la Compagnia possedeva e possiede tuttora una reliquia. Nello sportello di destra è raffigurata Santa Caterina che regge un libro aperto, forse a significare il fatto miracoloso che la Santa, del tutto illetterata, avrebbe imparato a leggere e a scrivere per miracolo divino. I due dipinti, rovinati anche da restauri infelici, sembrerebbero del XVII secolo.
Ai lati si osservano due tele, quasi certamente opera di Astolfo Petrazzi, che rappresentano due ottimi esempi di pittura caravaggesca. Il dipinto alla sinistra di chi guarda rappresenta Santa Caterina che dona il cuore al Redentore, quello a destra Caterina che dona il mantello a un povero. In entrambe le tele si vede a terra il mazzo dei gigli bianchi simbolo della Santa. I due dipinti sono di ottima fattura ma in cattive condizioni.
Ai lati, per tutta la profondità del presbiterio, si ammira la cantoria seicentesca, costruita per volontà di Cesare Martini di Ottaviano, patrizio senese e Cavaliere dell'Ordine di Santo Stefano. Il coro porta infatti lo stemma gentilizio della famiglia Martini, uno scudo con croce dei Cavalieri di Santo Stefano, l'aquila e l'ariete. I due bracci della cantoria hanno sedili unici con davanti l'inginocchiatoio, mentre la spalliera è divisa in quattro settori separati da cinque colonnette scanalate. Alle due estremità, in alto, si appoggiano alla parete, due angeli porta-candelabro in legno dorato. Sotto l'angelo di destra, accanto alla porta della sagrestia, è sospesa una lampada di ottone, simile nello stile ad un'altra più piccola che pende al centro della sagrestia.
Nel 1668 ebbe inizio la decorazione delle pareti della chiesa con tele raffiguranti episodi della vita della Santa. I dipinti venivano offerti da comitati di maggiaioli o maggiaiole. Due sono datati 1668 e due 1673. Ignoto l'autore o gli autori, anche se alcuni sembrano della bottega del Nasini. Partendo dall'altare, alla sinistra di chi guarda, si susseguono secondo il seguente ordine:
1. Santa Caterina converte i condannati al supplizio.
2. Nascita di Santa Caterina
3. Santa Caterina prega genuflessa davanti al crocifisso
4. Santa Caterina vestita da monaca adora il crocifisso
5. Santa Caterina riceve la comunione e vede il Redentore
6. Sposalizio mistico di Santa Caterina. Sono raffigurati anche la Vergine, San Giovanni Evangelista, San Paolo, San Domenico, il re David con l'arpa.
7. Ancora la nascita di Santa Caterina
8. Santa Caterina rapita in estasi
9. Transito di Santa Caterina
10. Santa Caterina sana un'ossessa
11. Santa Caterina visita la salma di Santa Agnese da Montepulciano
12. Santa Caterina genuflessa davanti al pontefice vede Dio
13. Santa Caterina davanti al pontefice
14. Santa Caterina salva l'anima di un giustiziato
15. Santa Caterina lambisce le ulcere di un'inferma
16. L'anima di Santa Caterina portata in cielo dagli angeli

A questi si aggiungono i dipinti in sagrestia:
1. Natività di Gesù
2. Santa Caterina guarisce un'ossessa (1833).

La sacrestia della chiesa era in origine una cappella autonoma dedicata a Santa Elisabetta, costruita intorno al 1570 in sostituzione di quella, divenuta ormai poco decorosa, che si trovava sotto il palazzo del podestà. Fu probabilmente il rettore Saracini che regalò ai confratelli di S.Elisabetta l'area su cui erigere l'oratorio. Per abbellire la chiesa fu ordinata la tela del Salimbeni (1575) che tutt'oggi si può ammirare sopra l'altare. È un olio su tela che rappresenta Gesù risorto che cammina tranquillo in mezzo a due discepoli sulla via di Emmaus. Tre viandanti dipinti a grandezza naturale camminano lungo una strada di campagna alla volta di Emmaus. Sullo sfondo la città di Gerusalemme, sulla destra il brullo monte Calvario con le tre croci. In testa Gesù indossa uno strano cappello a larga tesa, da campagnolo. L'orizzonte piuttosto basso accentua l'ampiezza del cielo al tramonto e l'occhio dell'osservatore guarda la scena dal basso verso l'alto, così il primo particolare che si osserva sono i piedi scalzi dei tre uomini in marcia.
Gli altri dipinti provengono da altre chiese. Dalla chiesa di Sant'Andrea Intra Moenia, demolita, provengono tele ad olio raffiguranti san Francesco da Paola che, inginocchiato su una nube, allarga le braccia (XVII secolo) e San Giuseppe e Sant'Andrea con la Vergine e il Bambino in cielo (XVII secolo).
Nel 1993 venne portato in questa sacrestia dalla cappella di San Rocco fuori le mura un olio su tela rappresentante San Rocco con molti altri santi: a sinistra in basso San Rocco inginocchiato con il bastone da pellegrino e un cagnolino. Accanto San Bernardino. In piedi, sopra la figura di San Rocco, appare il busto di San Sebastiano trafitto da frecce; in basso, all'orizzonte, il panorama della città di Siena separa i due gruppi. Sulla destra Santa Caterina inginocchiata e dietro di lei, in piedi, Santa Elisabetta. In alto tra le nuvole la Madonna col Bambino. Il committente fu Ottaviano Martini cavaliere di Santo Stefano, l'opera è databile fra il 1625 e il 1636.
Da un'altra chiesa situata fuori le mura, detta della Madonna della Piaggia, proviene un dipinto di forma rotonda rappresentante un Dio Padre benedicente ed attribuito a Francesco Vanni (1563-1610). Notevole è anche lo stendardo processionale: si tratta di una grande tela dipinta sulle due facce. In quella anteriore sono raffigurati San Rocco, Santa Caterina e San Sebastiano, il primo ben disegnato e illuminato da una luce delicata che fa risaltare le mani eleganti e le gambe snelle e ben proporzionate, gli altri due con contorni più incerti e forme più stereotipate. Vi è anche una Madonna in cielo circondata da moltissimi angeli. Sul lato posteriore sono invece rappresentati i santi titolari delle due antiche parrocchie: San Lorenzo e Sant'Andrea, figure queste che appaiono dipinte in modo frettoloso e imperfetto. L'opera è di Antonio Nasini e della sua bottega.

### Porta di San Lorenzo e Palazzo Imperiale

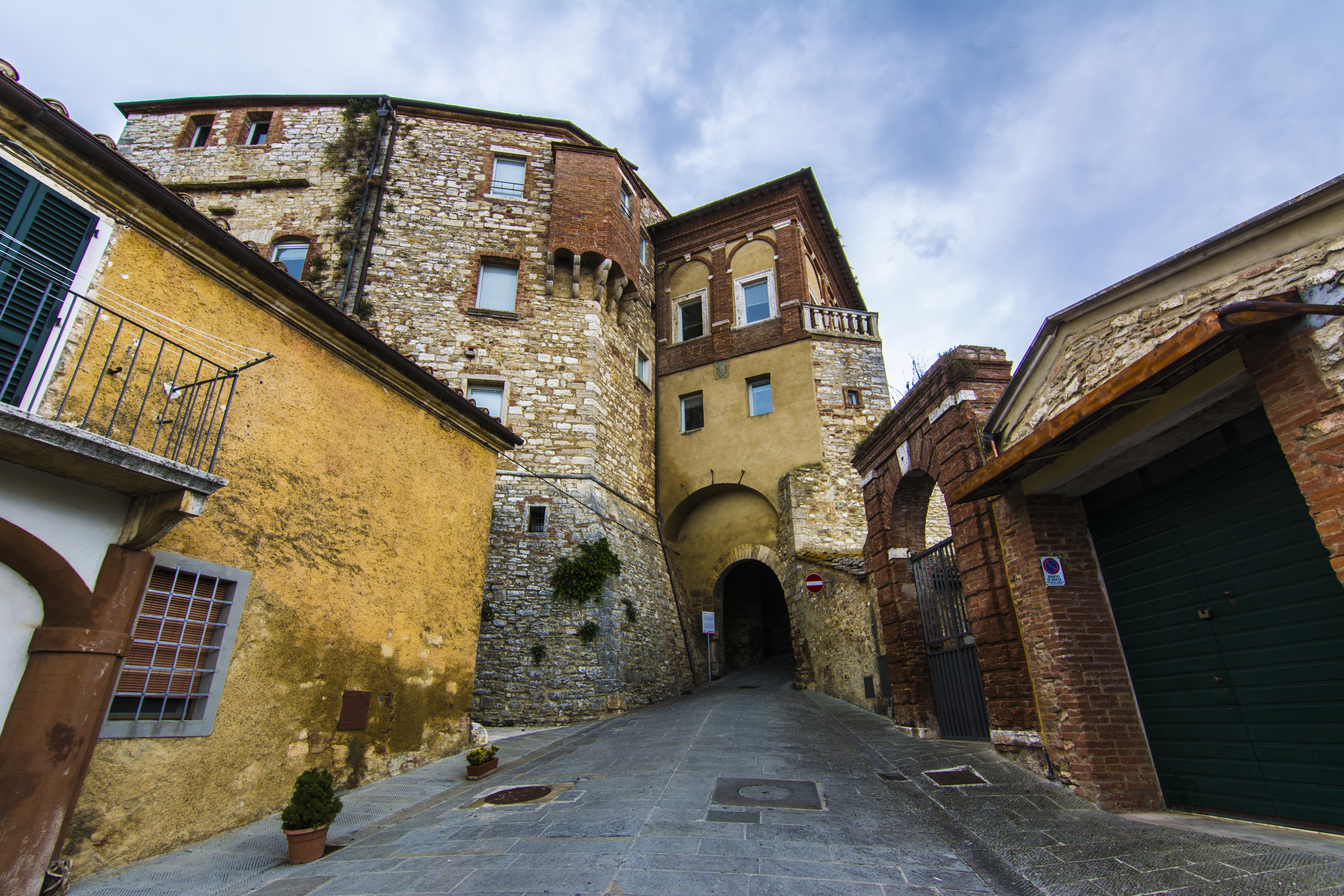
Porta San Lorenzo.

Fuori la chiesa di Santa Caterina, dopo aver ridisceso la scalinata, si trova la Porta di San Lorenzo, cosiddetta perché la via che ne esce conduceva alla chiesa di San Lorenzo Extra Moenia. Oggi viene chiamata Porta dell'Apparita perché dalla piazzetta antistante si gode la meravigliosa vista delle Crete Senesi, con la città di Siena all'orizzonte. I cipressi che si trovano alla destra di chi osserva la linea dell'orizzonte, indicano la posizione dell'antica pieve di San Lorenzo, presso il podere omonimo, demolita dopo la seconda guerra mondiale perché pericolante.
Porta e antiporto sono originali e il disegno e il materiale risultano identici a quelli della porta di Sant'Andrea. Fuori della cerchia muraria, nel tratto pianeggiante che va dalla Porta di San Lorenzo alla Porta di Sant'Andrea, c'era in antico un fosso pieno di acqua e la via era chiamata Via urli fovei. Il fosso, resosi col tempo inutile, venne interrato: su di esso fu innalzato un muro di circa tre metri e lo spazio fra questo e il rivellino fu riempito di terra fertile.
Accanto alla porta di San Lorenzo s'innalza una vasta costruzione piuttosto asimmetrica che, prima di essere trasformata in granaio fortificato dell'ospedale di Santa Maria della Scala di Siena, fu palazzo imperiale. Fu costruito in più tempi all'epoca del Barbarossa, che per le sue discese in Italia avvertì la necessità di rafforzare i castelli che da sempre appartenevano all'Impero.
La cui parte più antica del palazzo è formata da un largo torrione e da un prolungamento più basso poggiante sul muro castellano. Qualche decennio più tardi furono aggiunti al corpo centrale due torrioni sporgenti oltre la cerchia muraria. Il palazzo, che pure all'esterno del muro di cinta appariva coi suoi torrioni un forte arnese da guerra, all'interno, aperto com'era sulla via, costituiva una sede pubblica ed ospitava la curia dei giudici imperiali e il presidio dei soldati mercenari in gran parte tedeschi.
Il palazzo appartenne di diritto all'impero e, dopo il 1234, ai Cacciaconti. Questi ultimi ne avevano il godimento ma non la proprietà, rimasta almeno in teoria all'Imperatore. Dopo la partenza dei Cacciaconti, il palazzo venne assegnato all'ospedale (come risulta dall'estimo del 1318).

### I possedimenti ospedalieri e la Grancia[2]
L'ospedale di Santa Maria della Scala, così chiamato perché a Siena sorgeva davanti alla scalinata del Duomo, era un vero e proprio potentato economico che si manteneva grazie alle elemosine e alle donazioni immobiliari di privati, che intendevano, così facendo, procacciarsi un posto in paradiso: la donazione era infatti effettuata pro remedio animae. Il personale ordinario era costituito da frati e suore, e il matrimonio era ammesso solo se era avvenuto prima dell'ingresso in famiglia, altrimenti veniva imposto il celibato. Al momento dell'ingresso si doveva donare incondizionatamente tutti i propri beni, se se ne avevano, e la propria stessa persona, in cambio di vitto, vesti e alloggio. Frati, suore e oblati (coloro cioè che, pur donando i beni alla Scala, se ne riservavano l'usufrutto oppure pattuivano che sarebbero stati assistiti e mantenuti per tutta la vita) vivevano all'interno dell'ospedale o nelle fattorie nelle quali venivano inviati. Anche il rettore, che era sempre un personaggio di riguardo, doveva donare tutto il suo patrimonio alla Scala.
Le prime case e i primi terreni posti alle Serre o nella sua corte furono donati all'ospedale della Scala verso il 1270, ma nel 1297 a seguito di un'immensa donazione di Bernardino D'Alamanno Piccolomini, i possedimenti si ampliarono fino a dar loro la consistenza di una vera e propria grangia, cioè di un luogo fortificato dove si raccoglievano i prodotti dei poderi che l'ospedale di Siena possedeva.
Bernardino D'Alamanno era uno speculatore ed un usuraio di Siena che, ad un certo momento, decise di impiegare una larga parte dei suoi immensi guadagni nell'acquisto di una fattoria, e la scelta cadde sul castello delle Serre e sulla sua fertile corte. Ad un dato momento della sua vita decise di farsi oblato dell'ospedale, cioè di donare tutto al santa Maria della Scala.
All'inizio del XV secolo il cassero di Serraia aveva subito gravi danni da parte dei senesi durante le operazioni militari contro il ribelle Ugo de' Rossi; a seguito di queste distruzioni il governo di Siena concesse allo Spedale di Santa Maria della Scala di costruire un nuovo cassero, non volendo che il castello delle Serre restasse senza una valida fortezza. L'ospedale fu autorizzato a congiungere il palazzo con il mastio del Poggio, per costruire un edificio maggiore di quello vecchio e adatto a contenere grandi quantità di grano.
Accanto alla facciata sud del palazzo, dove oggi è l'ingresso al museo, si trova la grande porta sormontata da un muro altissimo, munito di bertesca per gettare olio bollente su eventuali assedianti. La porta, costruita ai tempi del rettore Paolo di Paolo Serfucci (1404–1410) fu abbellita nel 1629, durante il rettorato di Filippo Tondi, da una raffinata edicola dai contorni assai eleganti, all'interno della quale oggi si trova una finestrella ma in origine vi era un altorilievo con l'immagine della Madonna. Sotto l'edicola è citata questa epigrafe:

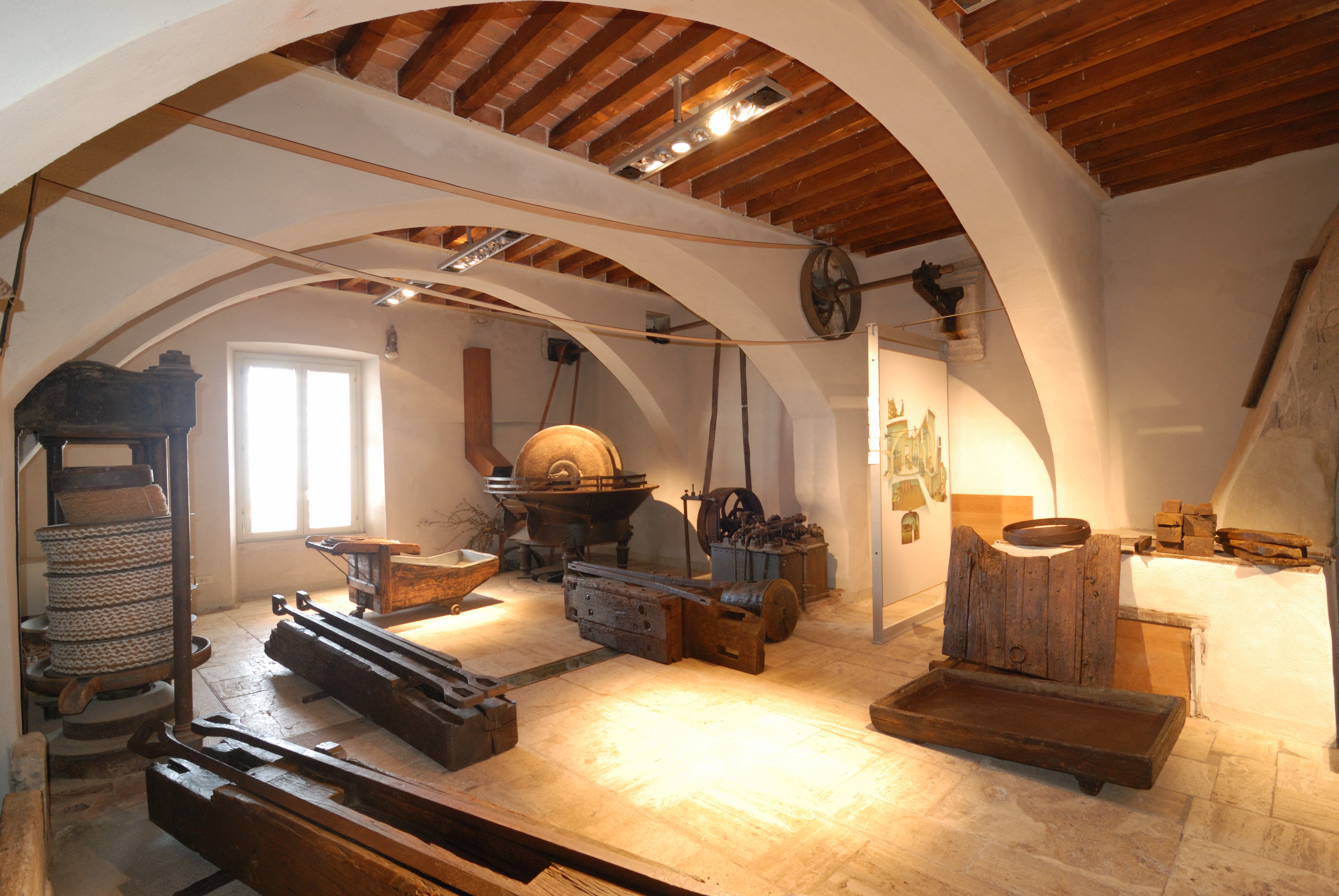
Una delle sale interne del percorso museale della grancia.

All'interno, proprio di fronte alla porta, si apre il cortile che dava accesso all'abitazione del granciere, alle stalle, allo scrittoio e ad alcuni locali di produzione e conservazione. In fondo al cortile oggi si innalza un muro che lascia solo vedere le tracce di un portico con arcate in mattoni. A fianco del portico fu creata una piccola cappella dedicata a Santa Maria Maddalena: di essa sono rimaste tracce in una cantina conservante tracce di affreschi di epoche diverse (dal XIV al XIX secolo). Nel periodo del rettorato di Filippo Tondi (1519–1527) fu costruita la scalinata laterale che sorregge un loggiato a due arcate in laterizio, dove si trova una porta di semplice stile rinascimentale che dava l'accesso all'appartamento del rettore sito nel torrione mediano. Il tetto della loggia ostruisce in parte due finestre romaniche antichissime che risalgono all'epoca della costruzione del palazzo e che oggi sono visibili solo osservando il palazzo a metà del passaggio coperto che unisce il primo al secondo cortile. Gli interventi di questo rettore sono ricordati da un'epigrafe posta sopra al loggiato murato di fondo, accanto agli stemmi dell'ospedale della Scala e del Tondi medesimo.
Attraverso il passaggio coperto si giunge ad un secondo cortile con al centro un pozzo con vera in travertino della metà del Settecento. Sulla destra il basamento della grande torre del Poggio alla quale si poteva accedere mediante un cammino di ronda sostenuto da archetti poggianti su tre mensole aggettanti l'una sull'altra. Tracce di questo antico cammino di ronda si possono ancora vedere nella loggetta d'accesso al capannone dei fieni. Alla torre si attacca il muro ad L che sale dal primo cortile. Un'epigrafe ricorda l'impresa edilizia:
Nel 1555, in uno degli ultimi episodi della guerra di Siena, il Conte di Santa Fiora fece abbattere parte del muro di cinta e la Torre del Poggio, della quale rimase in piedi solo la base. Il rettore Claudio Saracini decise nel 1575 di appoggiare sulla base della torre una nuova razionale costruzione ad uso della fattoria. Al piano terra fu costruito un grosso tinaio, con ingresso dal cortile in fondo al passaggio coperto, al primo piano il grande granaio, all'ultimo la vasta capanna dei fieno o capannone Nello stesso tempo fu costruita un'ascenderia per consentire il trasporto dei grani al piano del nuovo granaio. Il suo percorso a spirale è ancora leggibile all'esterno e visibile all'interno dell'edificio.
Nel 1790 l'intera fattoria fu venduta e l'edificio fu diviso tra proprietari diversi. Nel corso del XIX e del XX secolo l'edificio servì a nuovi padroni come cantina tinaio, granaio, magazzino ma in parte fu diviso in tanti piccoli appartamenti e affittato a poveri. Di recente gran parte del complesso è divenuto proprietà del Comune che ha proceduto a restauri e che ha realizzato nei suoi torrioni il Museo della Grangia. All'interno l'ambiente più suggestivo è il salone del Rettore: esso dovette ricevere una prima sistemazione nel XVI secolo, come indica una trave datata 1531, e un ulteriore ammodernamento nel 1629 quando, sotto il rettorato di Agostino Chigi, vi fu collocato il monumentale camino di forme barocche. Alle pareti grandi portali decorati da cornici in pietra con lo stemma dello Spedale di Siena. La sala è impreziosita da un'edicola in pietra contenente tracce di un affresco trecentesco e da una nicchia incavata nel muro con ricca cornice in pietra lavorata. Ai piani superiori, eleganti stanze con affreschi ottocenteschi; nei locali più in bassi, un frantoio per le olive che ha funzionato fino agli anni settanta del XX secolo.

### Piazzetta della Torre e Granaione

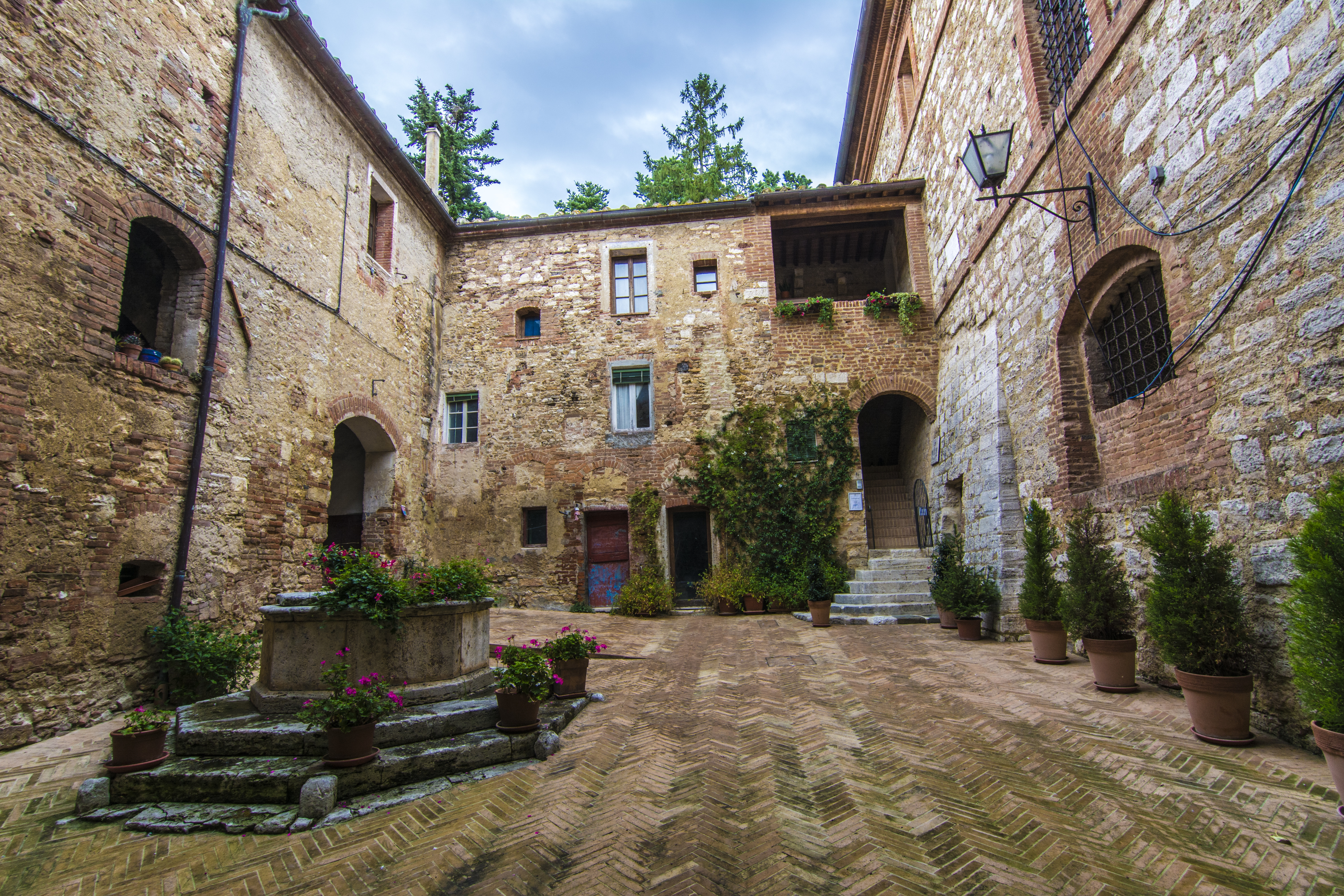
Granaione.

La piazzetta si apre lungo una delle vie che si dipartono dalla grangia. Vi sorgeva la Torre del Poggio, il mastio del castello, ed il nome continuò ad essere usato anche dopo la Guerra di Siena, quando il conte di Santafiora la fece abbattere.
In questa piazzetta è l'ingresso al grande granaio (detto Granaione), ingresso fatto nel XIX secolo, esterno al perimetro dell'antica grangia. Il suo interno si presenta come un grande salone diviso in tre navate da pilastri e volte a vela in mattoni. Sopra il piano dell'antico granaio sono ben visibili dalla piazzetta i finestroni del capannone. Per stivare il fieno nella capanna in alto, i carri si accostavano alla base dell'edificio in questa piazzetta. Nella gola di una carrucola sporgente sopra uno dei finestroni della capanna veniva fatta passare una lunga fune che aveva a capo un uncino al quale veniva attaccati il fastello, l'altro capo veniva legato al giogo dei buoi che poi il contadino spingeva fino all'estremità della piazzetta lungo il fianco della Chiesa di Santa Caterina, e, mentre i buoi avanzavano, il fieno saliva e, giunto in cima, veniva spinto da un inserviente all'interno dove veniva steso ad asciugare.

### Pulceto e borgo vecchio

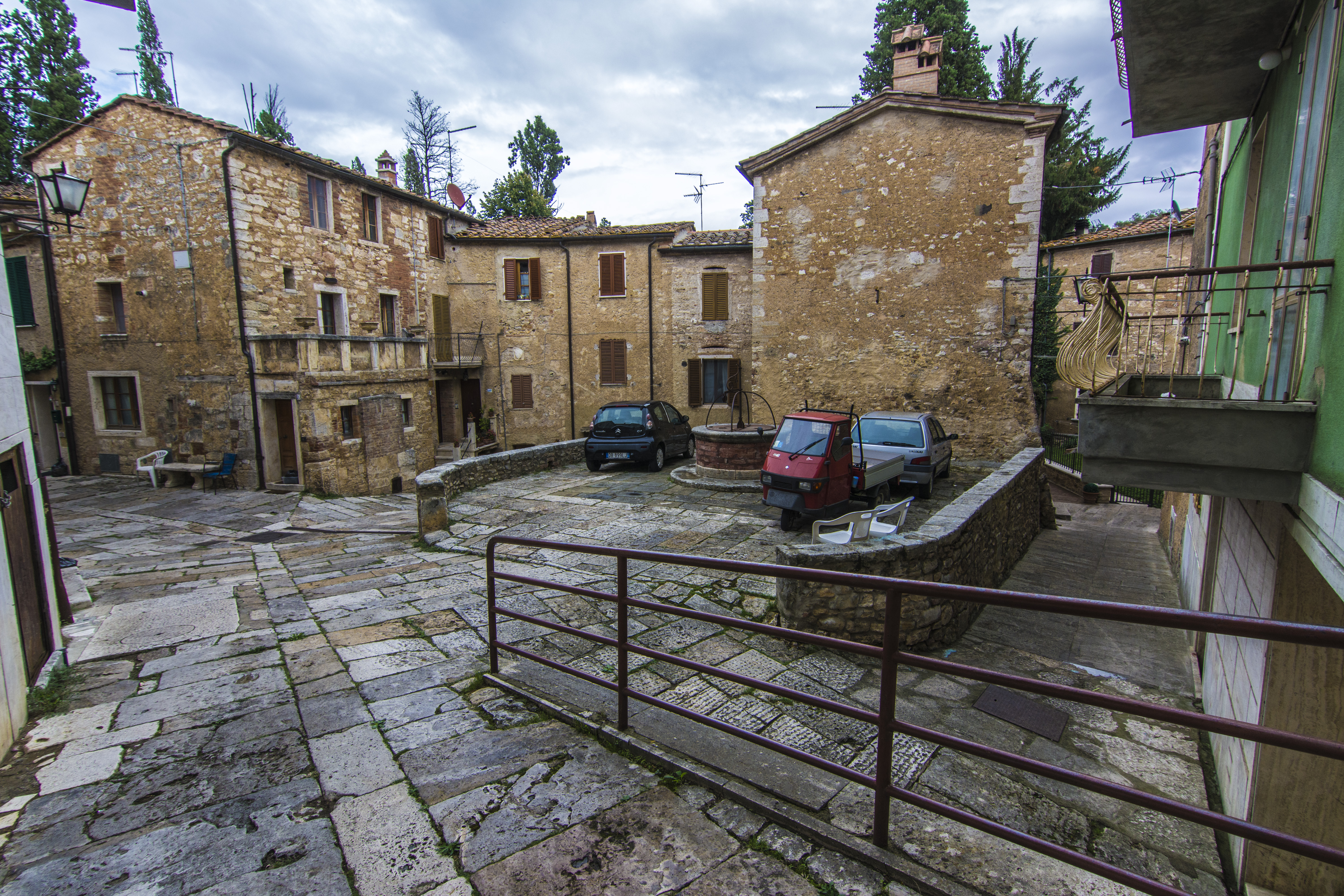
Pulceto.

Costeggiando tutto l'edificio del Granaione, lungo Via della Porticciola (oggi Via Gramsci), si attraversa il borgo fino ad arrivare ad una piazzetta, comunemente denominata Pulceto: lì si trova un pozzo rinascimentale, e sulle case circostanti risaltano alcuni stemmi gentilizi: sopra un moderno cancello in ferro lo stemma a scacchiera della famiglia degli Ascarelli, sulla casa edificata in fondo alla discesa delimitante la piazzola del pozzo, altro stemma con il leone, della famiglia Pecci.
In fondo al vicolo, alla base di una scala che porta ad una graziosa loggia, sulle antiche mura è ancora possibile vedere la sagoma di una piccola porta, che dà forse il nome a tutta la via. Questa piccola porta conduce ad una scaletta esterna alle mura che scende nel bosco inglese creato nel XIX secolo dai Gori Martini, sulle antiche carbonaie del castello. Sembra che fu fatta aprire dai padroni per consentire agli operai addetti alla pulizia del parco di accedervi comodamente.
Tuttavia nei documenti del XVIII secolo tale porticina esisteva già: è probabile che vi fosse un'altra porticina più antica nello stesso punto o nei paraggi e che poi fosse stata richiusa. Da questa porticina, secondo la leggenda precedentemente citata, i Fiorentini sarebbero riusciti a penetrare nel castello, dopo essere venuti a conoscenza del passaggio per via del tradimento dei Rapolanesi.
Di fianco alla piazzetta del pozzo di Pulceto, corre una viuzza oggi senza nome, chiamata un tempo Vicolo dei Sucinelli o anche della Scuola, dato che in una delle case si trovava appunto la scuola del Cappellano della chiesa di Santa Caterina.
Il nome dei "sucinelli" si riferisce al alcuni susini che un tempo sorgevano lungo la via, dove oggi si trova una fontana in travertino.

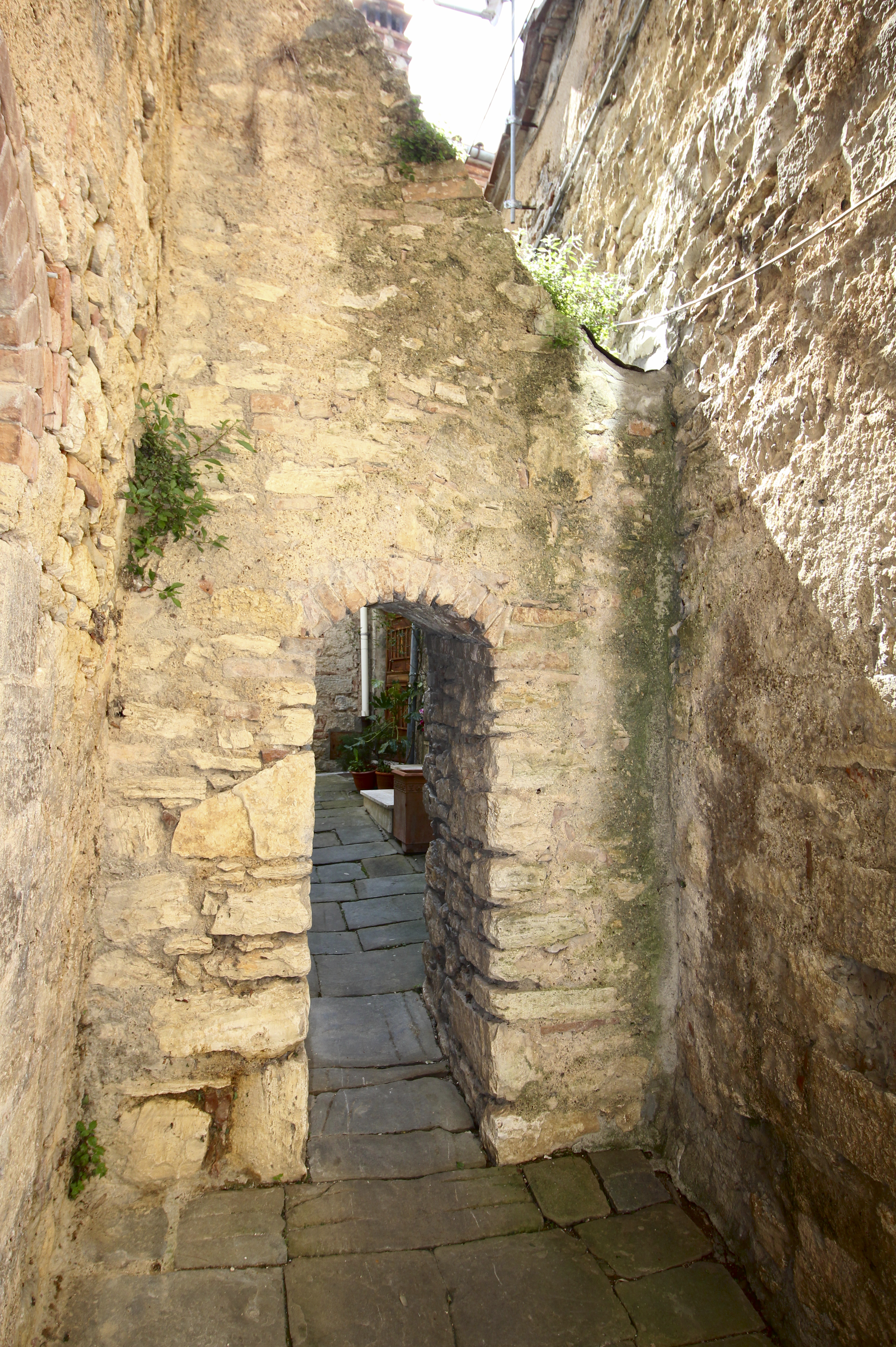
Archino contapecore.

Da questa via si diparte la antica Via del Sale o Via Salaia, così denominata perché vi si trovava la bottega del salaiolo. Nel Medioevo il salaiolo era stipendiato dal comune per trasportare in città il sale dalla Maremma o da Volterra, per la vendita che era monopolio del Comune. Il salaiolo provvedeva a distribuirlo al prezzo stabilito dal Comune. L'accumulo e la distribuzione avvenivano nella stanza pubblica detta salaia.
Nei pressi si trova anche Vicolo del Forno Vecchio, un vicolo stretto delimitato tra case collegate con archi di sostegno. Qui si trovava il vecchio forno ed un orticello. La piazzetta è oggi senza nome ma si chiamava un tempo Piazzetta delle Logge, per le diverse graziose logge d'ingresso alle case.
Tornando in via Salaia, poco più su ma dalla parte sinistra, si può imboccare via del Poggiarello che ci porta in un piccolo borgo chiamato un tempo Borgo del Fortino: poche case costeggiano il muro castellano fino al cosiddetto “Torrino del Grappolini”, un baluardo rotondo assai antico la cui presenza nella cerchia muraria è già documentata nel XIII secolo. Le antiche case, l'arco di sostegno, i resti delle mura sopra le quali svettano i frondosi rami degli alti alberi del Bosco inglese rendono il luogo suggestivo.
Al termine della via Salaia, si trova L'archino, detto da qualcuno anche Il contapecore. Il piccolo arco, a dispetto di ciò che a prima vista potrebbe sembrare, non è antico, e fu costruito nel XX secolo per dare sostegno statico alla canonica di San Lorenzo. Qui in passato su un'ala del sagrato di San Lorenzo sorgeva un antico oratorio dedicato alla Santa Croce e riservato alle sole donne. Agli inizi del Novecento minacciava di crollare e così fu demolito.

## Tradizioni e folclore

### La Festa Di Ciambragina
Trattasi di una rievocazione storica organizzata dalla Pro Loco locale,  prende il nome da Ciambragina, era costei la moglie di Giovanni de’ Rossi, facoltoso mercante senese della seconda metà del ‘300, che per i suoi traffici si recava in tutte le più industriose città della Francia e nelle Fiandre, sedi di fiorenti mercati di stoffe, pellicce e cuoiame.
Incontrata a Cambrai una splendida fanciulla, se ne innamorò, la sposò e la portò a Siena, dove essa fu chiamata Ciambragina, la donna di Cambrai.
Saputo che i Cacciaconti, i potenti feudatari locali ormai in evitabile declino, avevano intenzione di vendere il loro cassero, il facoltoso commerciante lo acquistò: ricco com’era di cantine, magazzini, stalle, cucine, munitissime sale d’armi, ampie stanze da pranzo e camere dipinte, gli sembrò il luogo ideale per farne la reggia della sua Ciambragina oltre che il laboratorio della sua arte. Dentro le stanze splendidamente arredate vi era un numero strabiliante di cassepanche e cofani ripieni di biancheria ma soprattutto di capi di vestiario maschile e femminile, ornati di perle e di pietre preziose, foderati di calde pellicce e drappi dorati, abiti sontuosi che Ciambragina e Giovanni indossavano durante le feste a Siena e anche nel castello delle Serre. La felicità dei giovani sposi durò poco. Giovanni de’ Rossi infatti morì improvvisamente a Napoli durante un viaggio intrapreso a motivo dei suoi traffici. Pochi mesi dopo la sua morte, nel cassero delle Serre, Ciambragina dava alla luce un figlio, a cui fu imposto il nome di Ugo Giovanni.
Ciambragina rimase padrona del cassero e fu signora delle Serre per circa trent’anni, fino a quando, agli inizi del 400, il figlio Ugo Giovanni si ribellò ai senesi, che dopo drammatiche vicende distrussero il cassero. La festa di Ciambragina rappresenta un viaggio nel tempo, nella storia e nella cultura del paese, che dal 1994, grazie all’aiuto e all’impegno dei propri paesani, attrae con questa manifestazione visitatori da tutta Italia.